# Белая панама
«Бе́лая пана́ма» — песня из репертуара Аллы Пугачёвой на музыку Юрия Чернавского и стихи Леонида Дербенёва. Была записана в 1985 году и выпущена в 1986 году фирмой «Мелодия» на сборной пластинке «С новым годом!». Песня записывалась для совместного альбома Чернавского и Пугачёвой «Видеомашина», который так и не был завершён и выпущен. Позже песня выходила на сольных компиляциях певицы.
Песня впервые прозвучала в 1986 году в телепрограмме «Музыкальный ринг» и в сборном телеконцерте «Цветы и песни Сан-Ремо в Москве».

## История создания
Песня была записана в 1985 году Аллой Пугачёвой на домашней студии Юрия Чернавского. Идея записи пришла неожиданно. Чернавский с Пугачёвой приехали на студию для записи совершенно другой песни и случайно наткнулись на черновик Чернавского. Черновик был подготовлен для записи итальянского проекта, с которым Чернавский должен был поехать в Перуджу. Для музыки уже был написан текст Леонидом Дербенёвым, и Пугачёва заинтересовалась этой песней:
Композитор и аранжировщик Юрий Чернавский был неравнодушен к синтезаторам и электронной музыке и стремился к тому, чтобы на советских дискотеках, наряду с западными танцевальными композициями, звучали наши. Так однажды родилась забавная песня «Панама» в исполнении Аллы Пугачёвой. Алла Борисовна не боялась экспериментировать…

Я крутил фонограмму с моим голосом, и Алла в наушниках у микрофона…, заглядывая в листок со словами, учила мелодию с текстом… Наконец я убрал на пульте свой голос и дал фонограмму… включил запись…
Я давился от смеха… Алла тоже смеялась: «Сейчас Болдин придёт, — говорит, — у него крышу снесёт, как услышит». Я выключил магнитофон, и мы начали обсуждать — как прикольнее спеть и где, чтобы люди «въехали» в фишку. Алла перепела несколько кусков, сверяя мелодию с моим голосом, и я сел за сведение. Через пять минут всё было готово.

Мы слушали песню раз десять, хохотали, как ненормальные (даже моя жена Таня прибежала в панике — что это с нами такое), и, перебивая друг друга, болтали о том, как народ будет ошарашен таким «беспределом»…— Ю. А. Чернавский, «Архивы Банановых островов». Том I

## Выпуск и продвижение

Алла Пугачёва во время исполнения песни в сборном телеконцерте «Цветы и песни Сан-Ремо в Москве».
Апрель 1986 года

Записанный А. Пугачёвой для новогодней программы Центрального телевидения СССР видеоклип «Белая панама» был вырезан из передачи, вышедшей в телеэфир 31 декабря 1985 года. 11 мая 2024 года видеоклип был опубликован на официальном Youtube-канале Аллы Пугачёвой.
Первое исполнение песни состоялось 9 марта 1986 года в программе Ленинградского телевидения «Музыкальный ринг».
Песня была выпущена на фирме «Мелодия» в 1986 году, после итало-советского фестиваля «Цветы и песни Сан-Ремо в Москве», который проходил 9—12 апреля того же года. Спетая Аллой Пугачёвой «Белая панама» прозвучала в записи этого концерта, показанного по Центральному телевидению 3 мая 1986 года.
Композиция сразу стала невероятно популярна и поднималась в 1986 году на вторую строчку хит-парада рубрики «Звуковая дорожка» в «Московском комсомольце». Однако в советской прессе песня была встречена холодно; к примеру, текст Дербенёва был признан в результате опроса газеты «Молодой коммунист» (Йошкар-Ола) самым плохим текстом года:
В этой газете был также проведён опрос на предмет выявления худшего текста песни. В 1986 году таковым стал хит в исполнении Аллы Пугачёвой «Белая панама».
По воспоминаниям Ю. Чернавского, «Белая панама» была с успехом показана А. Пугачёвой в Италии:
Где-то через год мне Алла звонит и говорит: я, мол, была на Сан-Ремо в Италии, привезла кучу музыки, но, мол, итальянцы категорически выбрали «Панаму», и публика скандировала «Па-на-ма-Бьян-ка-Па-на-ма-Бьян-ка» и требовала повторить ещё. Напевали после концерта, в общем ты, говорит, популярный итальянский композитор сегодня.
Позже «Белая панама» неоднократно появлялась в других альбомах Пугачёвой, в частности, первым номером в альбоме «Это завтра, а сегодня» (1997)}, а также в других CD- и DVD-сборниках.
Впоследствии один из журналов был назван в честь песни «Белая панама». Он издавался с августа 1988 года, и, по состоянию на 1999 год, вышло пять номеров.

## Другие исполнители
- Кристина Oрбакайте — первое исполнение, ГЦКЗ «Россия», 15 апреля 2009[18][19]. Студийная версия в её исполнении вошла в альбом «Поцелуй на бис» (2011)[20].
- Российская группа «Ранетки» — исполняет песню в 2006 году программе «Жизнь прекрасна»
- Игорь Григорьев — исполняет песню в своем альбоме «Музыкальный Аттракцион». Альбом вышел в год 70-го юбилея Юрия Чернавского и посвящен ему[21]